# اودت دو تورنب
اودت دو تورنب (به فرانسوی: Odet de Turnèbe) شاعر و نمایش‌نامه نویس قرن شانزدهم میلادی اهل فرانسه است.